# یوشیهیرو شیگا
یوشیهیرو شیگا (انگلیسی: Yoshihiro Shiga؛ زادهٔ ۴ آوریل ۱۹۵۶) بازیکن هندبال اهل ژاپن بود.